# NGC 3432
NGC 3432 é uma galáxia espiral barrada (SBm) localizada na direcção da constelação de Leo Minor. Possui uma declinação de +36° 37' 08" e uma ascensão recta de 10 horas, 52 minutos e 31,0 segundos.
A galáxia NGC 3432 foi descoberta em 19 de Março de 1787 por William Herschel.